# 无苞繁缕
无苞繁缕（学名：Stellaria ebracteata）是石竹科繁缕属的植物。分布在朝鲜、俄罗斯以及中国大陆的黑龙江等地，多生于河谷沼泽湿地，目前尚未由人工引种栽培。